# Antônio da Silva
Antônio da Silva (ur. 13 lipca 1978 w Rio de Janeiro) piłkarz brazylijski grający na pozycji ofensywnego pomocnika.

## Życiorys
Pierwszym klubem piłkarskim da Silvy był CR Flamengo z rodzinnego Rio de Janeiro. Grał w młodzieżowej drużynie do 14. roku życia i wtedy to z matką wyjechał do Niemiec. Tam przez krótki okres występował w młodzieżowcach TSC Pfalzel, a następnie trafił do Eintrachtu Trewir. W 1994 na rok wrócił do Flamengo, a następnie był piłkarzem amatorskiego Eisbachtaler Sportfreunde. W 1997 roku da Silva trafił do Eintrachtu Frankfurt. Nie miał jednak szans na grę w pierwszej drużynie tego klubu i dwa sezony spędził w rezerwach. W 2000 roku przeszedł do grającego w Regionallidze SV Wehen Wiesbaden, dla którego przez trzy sezony zdobył 22 bramki.
Dobra gra w Wehen spowodowała, że latem 2003 roku Antônio przeszedł do drugoligowego 1. FSV Mainz 05. Pierwszy sezon w Mainz był dla Brazylijczyka udany – zdobył on 5 bramek w lidze i przyczynił się do awansu klubu do pierwszej ligi. W Bundeslidze da Silva zadebiutował 8 sierpnia w przegranym 2:4 wyjazdowym spotkaniu z VfB Stuttgart, a już w drugiej kolejce ligowej zapewnił FSV zwycięstwo 2:1 nad Hamburger SV (zdobył oba gole dla swojej drużyny). Przez cały sezon 2004/2005 był jednym z czołowych graczy klubu z Moguncji, zdobył 5 bramek i pomógł w utrzymaniu się beniaminka w lidze. W kolejnym sezonie spisał się równie udanie, zdobył 3 gole, zaliczył 11 asyst i znów uniknął z Mainz degradacji, po raz drugi z rzędu zajmując 11. miejsce. Z Mainz wystąpił także w rozgrywkach Pucharu UEFA dochodząc w nich do pierwszej rundy.
Latem 2006 za 1,5 miliona euro da Silva trafił do VfB Stuttgart. W barwach tej drużyny zadebiutował 12 sierpnia w przegranym 0:3 meczu z 1. FC Nürnberg. W zespole prowadzonym przez Armina Veha wywalczył miejsce w wyjściowej jedenastce i walnie przyczynił się do zdobycia przez Stuttgart mistrzostwa Niemiec oraz awansu do finału Pucharu Niemiec (porażka 2:3 z Nürnberg). Jesienią 2007 wystąpił w fazie grupowej Ligi Mistrzów, jednak nie zdołał obronić ze Stuttgartem mistrzostwa kraju.
W lipcu 2008 da Silva został piłkarzem Karlsruher SC, które zapłaciło za niego 900 tysięcy euro.
W 2009 został wypożyczony do FC Basel. W 2010 powrócił do Bundesligi podpisując z kontrakt z Borussią Dortmund.
Statystyki kariery klubowej
| Sezon   | Klub                           | Kraj       | Rozgrywki                    | Mecze | Bramki |
| ------- | ------------------------------ | ---------- | ---------------------------- | ----- | ------ |
| 1997/98 | Eintracht Frankfurt            | Niemcy     | Bundesliga                   | 0     | 0      |
| 1998/99 | Eintracht Frankfurt            | Niemcy     | 2. Fußball-Bundesliga        | 0     | 0      |
| 1999/00 | Eintracht Frankfurt (amatorzy) | Niemcy     | Regionalliga                 | ?     | ?      |
| 2000/01 | SV Wehen Wiesbaden             | Niemcy     | Regionalliga                 | 28    | 6      |
| 2001/02 | SV Wehen Wiesbaden             | Niemcy     | Regionalliga                 | 23    | 5      |
| 2002/03 | SV Wehen Wiesbaden             | Niemcy     | Regionalliga                 | 35    | 11     |
| 2003/04 | 1. FSV Mainz 05                | Niemcy     | 2. Fußball-Bundesliga        | 25    | 5      |
| 2004/05 | 1. FSV Mainz 05                | Niemcy     | Bundesliga                   | 32    | 5      |
| 2005/06 | 1. FSV Mainz 05                | Niemcy     | Bundesliga                   | 33    | 3      |
| 2006/07 | VfB Stuttgart                  | Niemcy     | Bundesliga                   | 28    | 0      |
| 2007/08 | VfB Stuttgart                  | Niemcy     | Bundesliga                   | 20    | 3      |
| 2008/09 | Karlsruher SC                  | Niemcy     | Bundesliga                   | 28    | 2      |
| 2009/10 | FC Basel (wyp.)                | Szwajcaria | Swiss Super League           | 25    | 2      |
| 2010/11 | Borussia Dortmund              | Niemcy     | Bundesliga                   | 21    | 1      |
|         |                                |            | Łącznie w Bundeslidze        | 162   | 14     |
|         |                                |            | Łącznie w Swiss Super League | 25    | 2      |

stan na 2011